# Stereoscopie

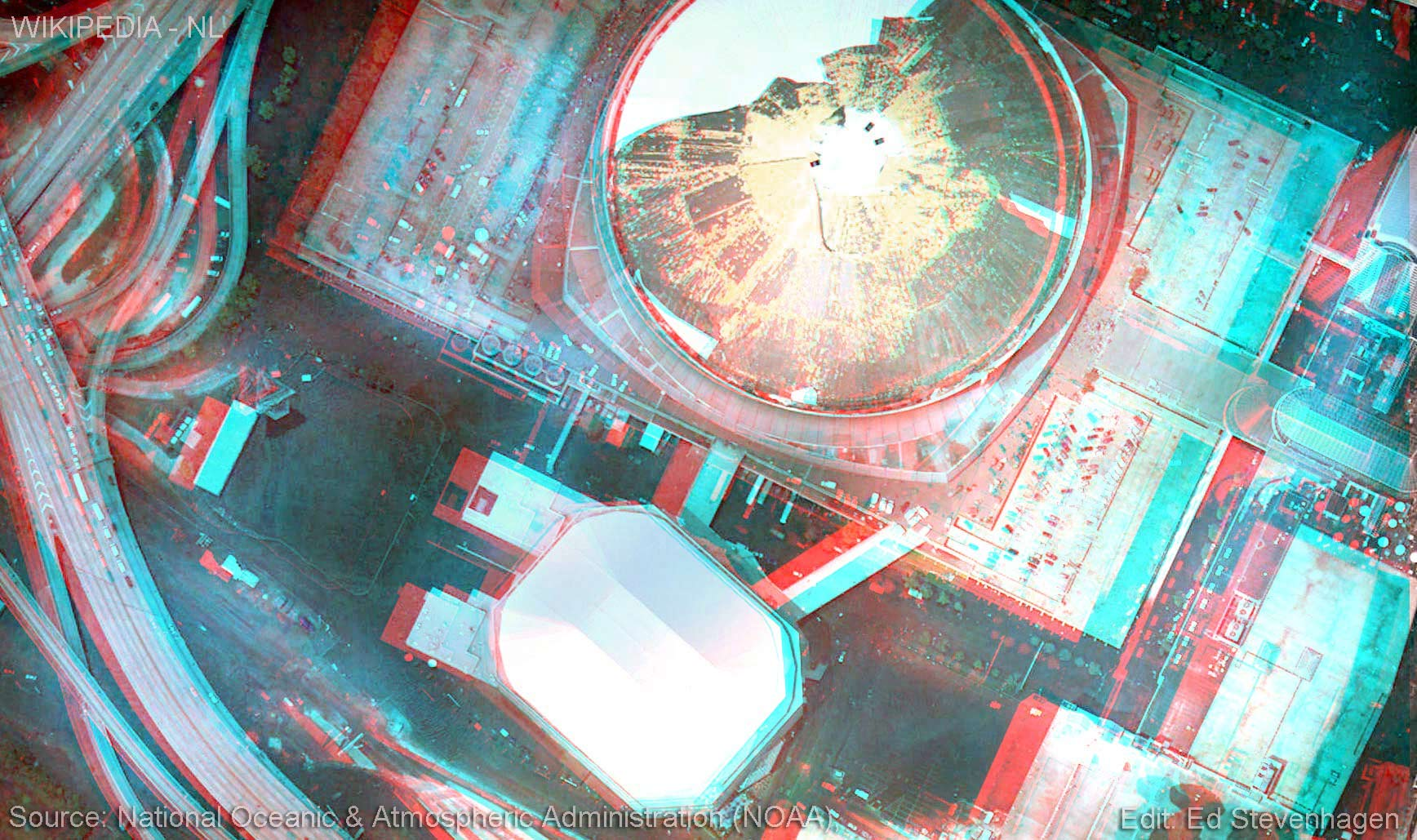
Stereofoto van de Superdome te New Orleans. Dit is een anaglyph, te bekijken met een rood-groene bril.

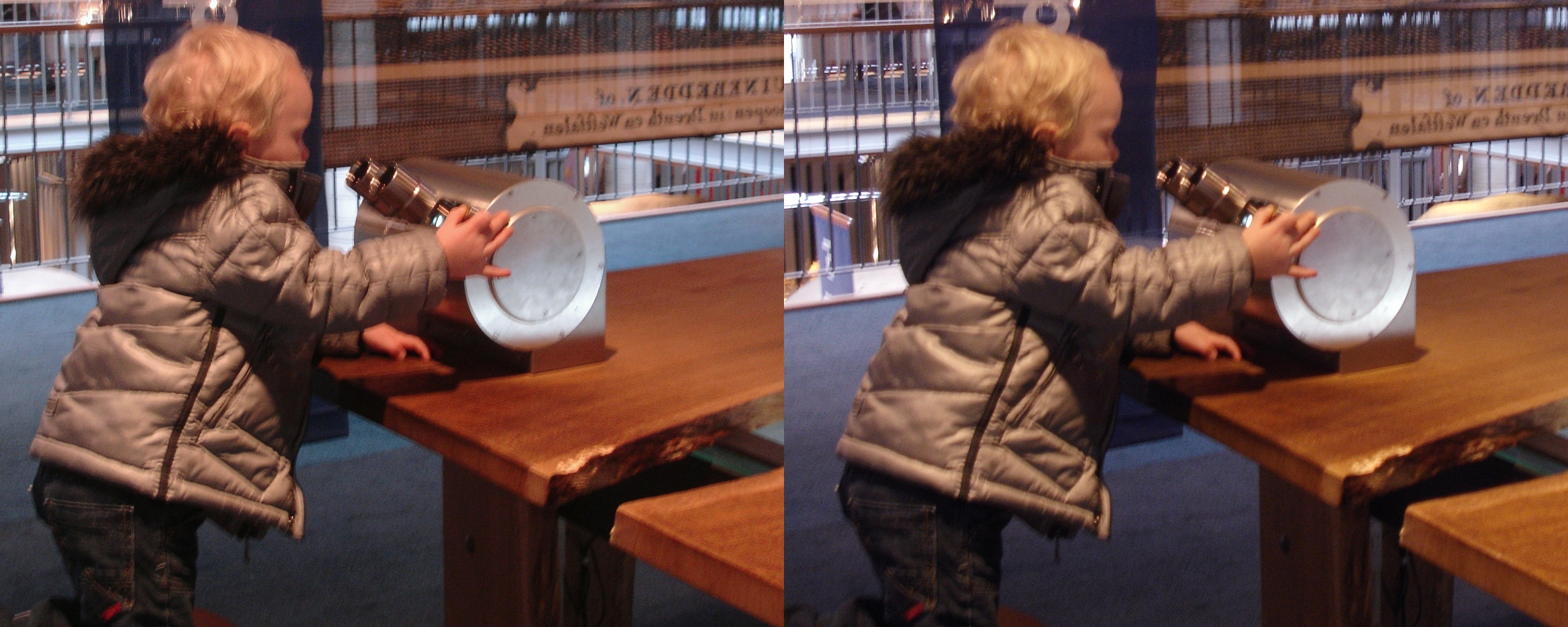
In veel musea treft men een stereoscoop aan (stereofoto)

Stereoscopie is het bekijken van een bepaald beeld met diepte door met elk oog een afbeelding te bekijken. Die twee afbeeldingen worden samen één stereoafbeelding genoemd. Meestal zijn het foto's, een stereofoto dus. Het maken van een stereofoto wordt stereofotografie genoemd.
Men spreekt ook wel van 3D. Deze term wordt echter ook veel gebruikt voor de perspectivische weergave bij afbeeldingen op een plat scherm, waarbij geen sprake is van stereoscopisch zien.

## Geschiedenis
De eerste die het ruimtelijk zien goed beschreef, was de Britse natuurkundige Wheatstone. Hij deed dat in 1838. Op basis hiervan maakte hij zijn stereoscoop, waarmee voor het eerst van twee platte afbeeldingen de illusie van een driedimensionaal beeld kon worden verkregen. Stereoscopie werd halverwege de negentiende eeuw populair, maar verloor in de jaren tien van de twintigste eeuw snel terrein aan de film. Analoge stereocamera's waren in de eerste helft van de 20e eeuw nog een normaal verschijnsel. Omstreeks 1970 was er nog een camera leverbaar waarmee View-Masterschijven konden worden gemaakt. In de jaren tachtig verscheen er een camera van Nimslo met vier lenzen die opnamen kon maken die door de fabrikant kunnen worden afgedrukt op kaarten met daaroverheen doorzichtig 'ribbeltjesplastic' (de lenticulaire lens) die diepte geven aan de foto zonder dat er een stereoscoop nodig is.
Later was er nog een stereocamera met bijgeleverde kijker van Loreo.
Sinds het begin van de 21e eeuw heeft stereoscopie een opleving en sindsdien zijn er digitale stereocamera's verkrijgbaar (o.a. Fujifilm). In de populaire literatuur spreekt men tegenwoordig echter niet van stereo, maar van 3D, waarbij men de indruk wekt dat het een nieuwe ontwikkeling is.

## Benamingen
Stereoscopie is natuurlijk niet hetzelfde als stereofonie. Het laatste is in onze huiskamers gemeengoed geworden. Beide hebben gemeen dat ze een ruimtelijke indruk geven door twee opnamen (twee foto's respectievelijk twee geluidsopnamen) te maken. Het tegengestelde van stereo, als er maar één opname wordt gemaakt, heet in beide gevallen mono.

## Foto's, dia's, films
De klassieke Holmes-stereokaarten zijn kartonnen kaarten van ongeveer 17 × 8 cm. Ze passen in de populaire stereoscoop met twee lenzen, die in de 19e eeuw in bijna elk huis bekend was.

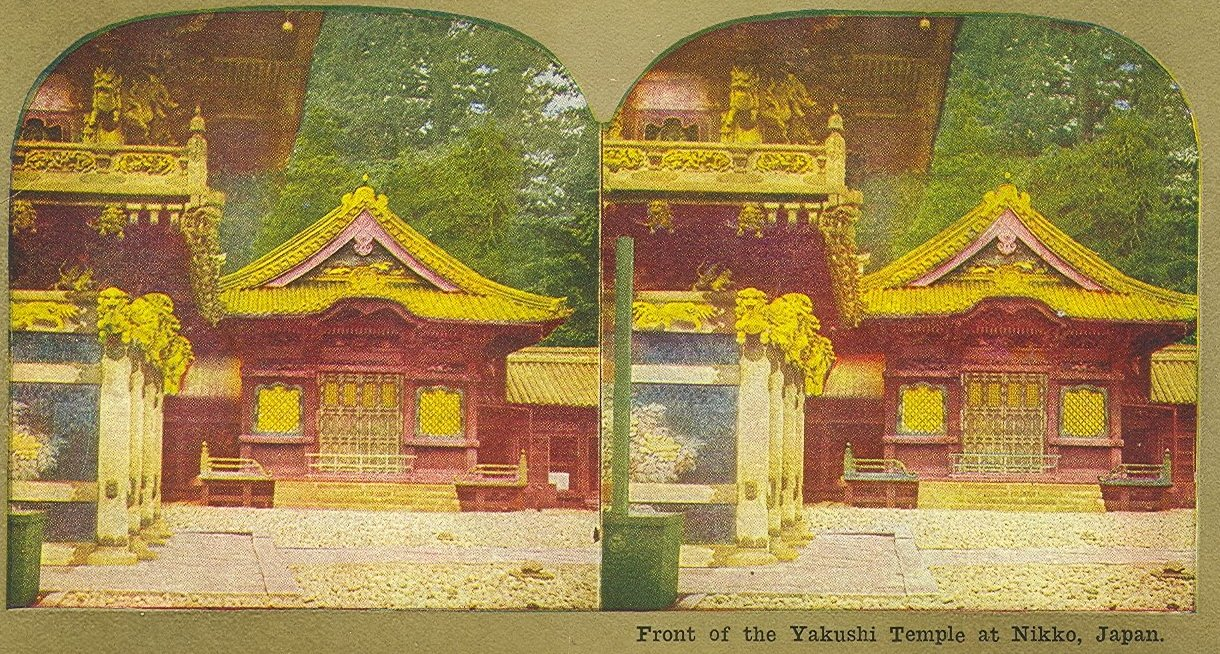
Stereokaart van een Japanse tempel, 1900
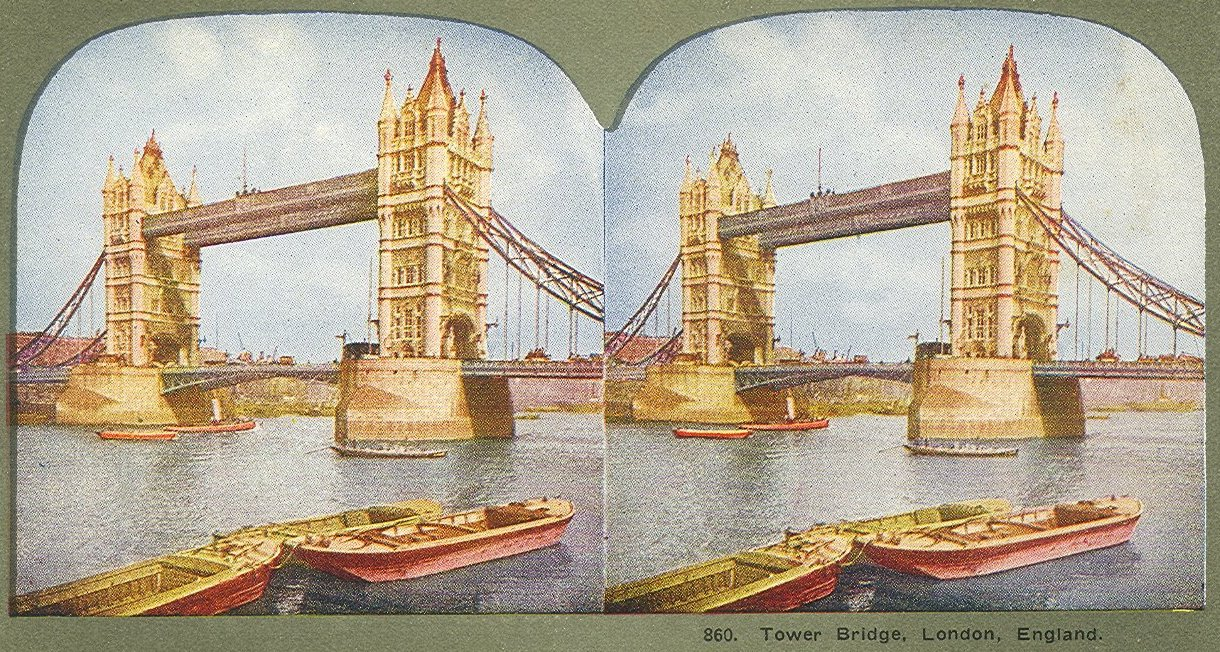
Stereokaart van de Tower Bridge in Londen, 1900
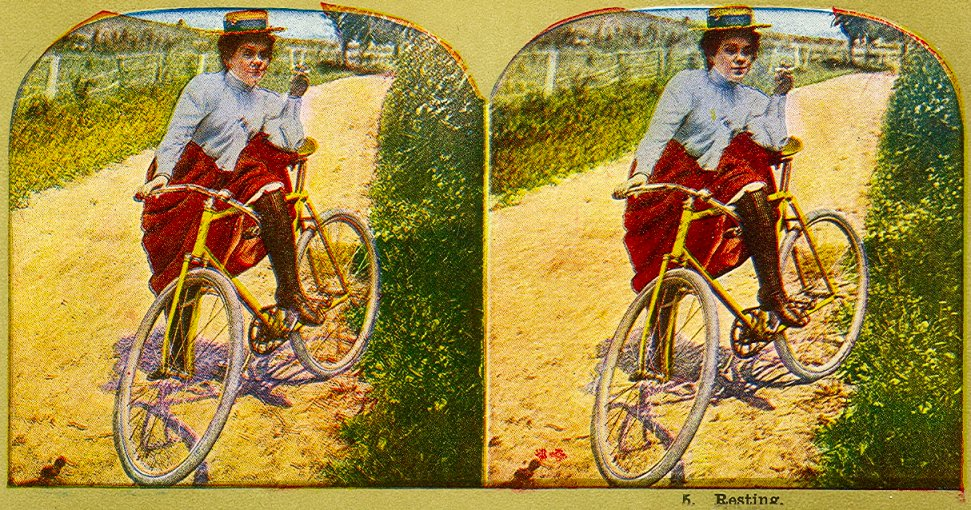
Stereokaart van een vrouw met fiets, 1900
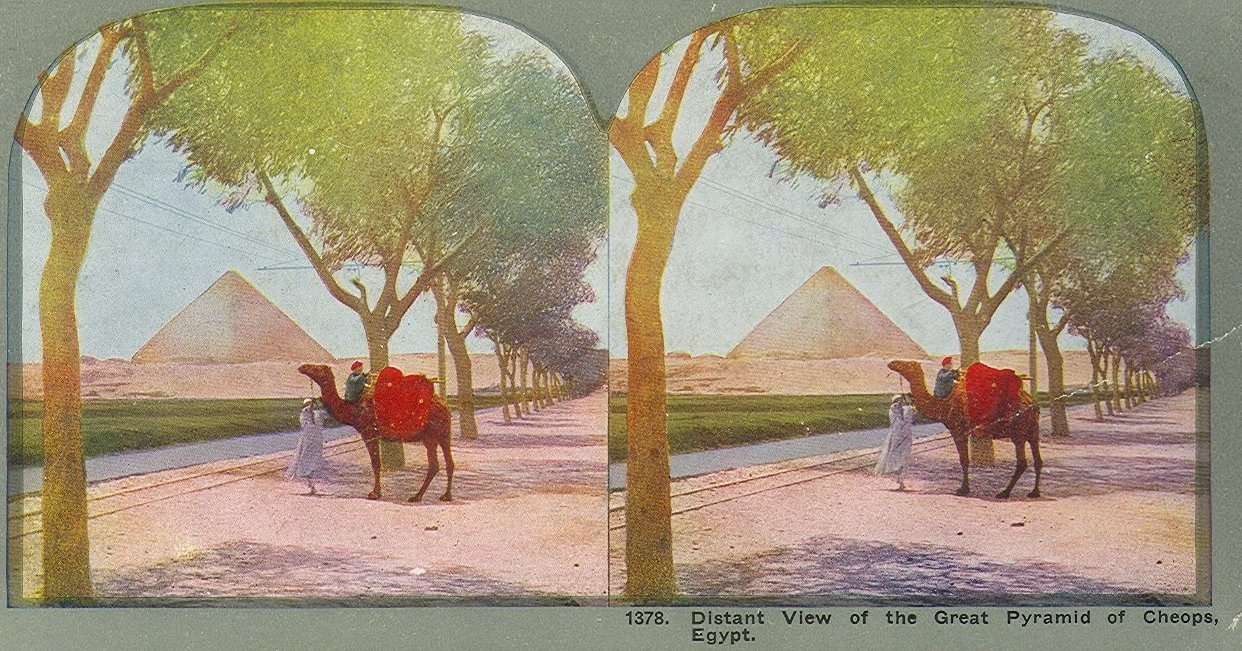
Stereokaart van de piramide van Cheops in Egypte, 1900

Stereodia's worden bij voorkeur bewaard in een dubbel diaraampje. De maat van zo'n raampje is gestandaardiseerd op 41 × 101 mm. Het past in een stereoscoop, meestal met ingebouwde verlichting, en in een stereoprojector.
Sommige stereofotografen gebruiken gewone diaraampjes van 49 × 49 mm (gescheiden paren). Er zijn dan twee raampjes nodig voor elk stereopaar en er worden twee gewone projectoren gebruikt. Het voordeel is dat het materiaal gemakkelijk verkrijgbaar is.
Voor stereofilms bestaan er verschillende mogelijkheden. Een anaglyphfilm is in technisch opzicht niet anders dan een gewone film en kan dan ook in elke bioscoop vertoond worden. Wordt gewerkt met twee aparte films, dan zijn er twee projectoren nodig en moet er goed gelet worden op de juiste synchronisatie.

## Manieren om stereofoto's te bekijken

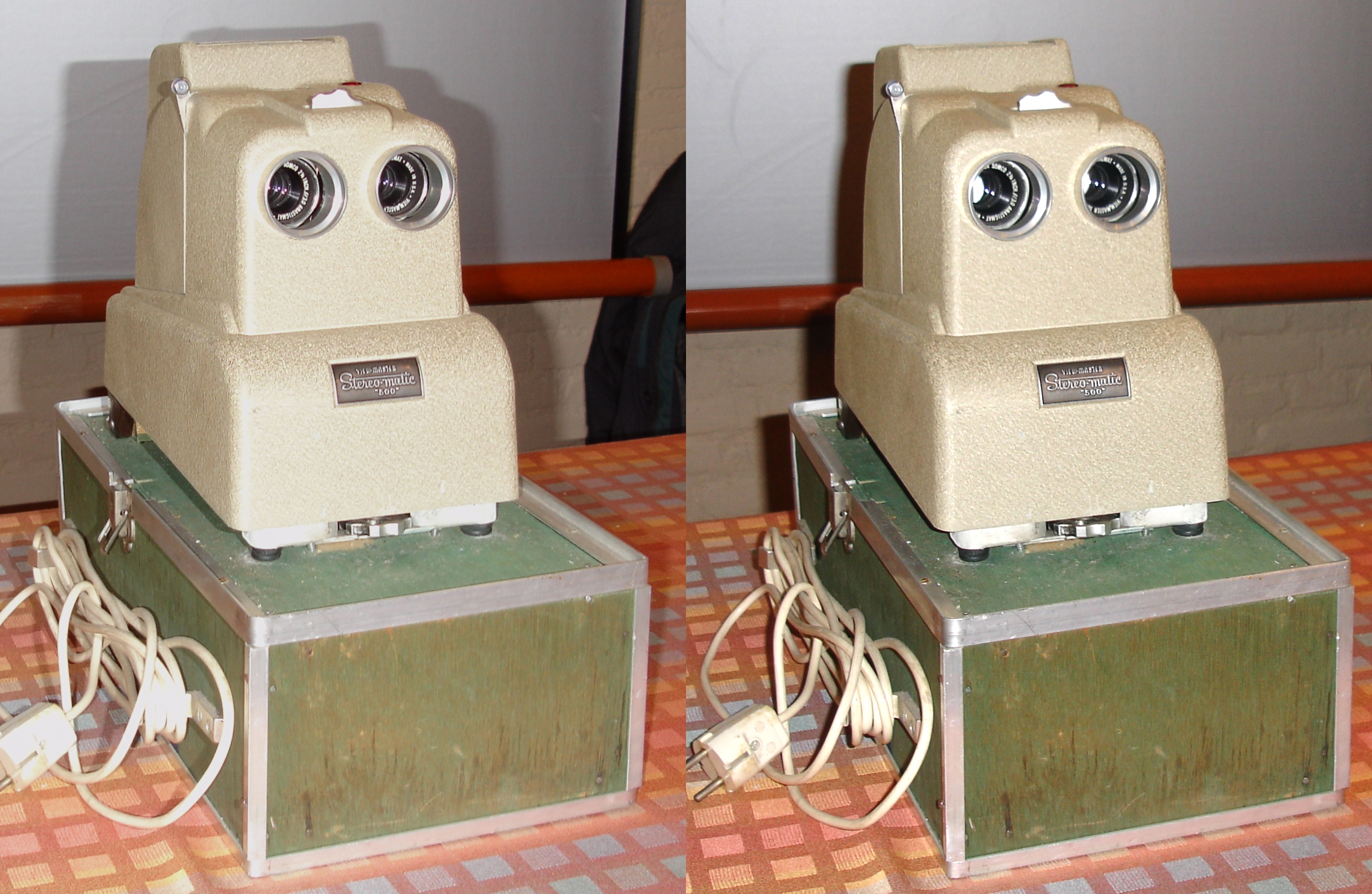
Projector voor VM-schijven (stereofoto)

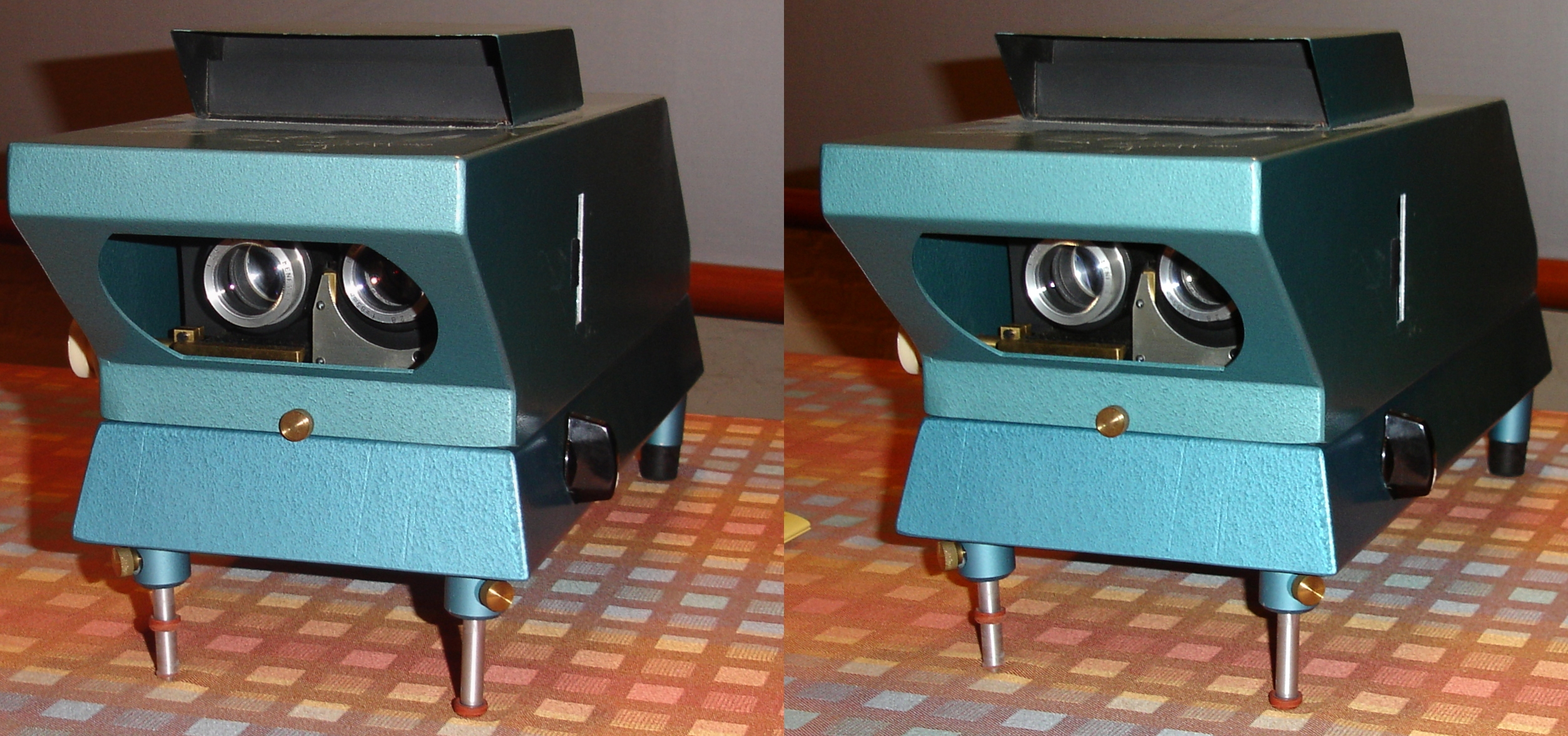
Projector voor dia's in raampjes van 41 bij 101 mm (stereofoto)

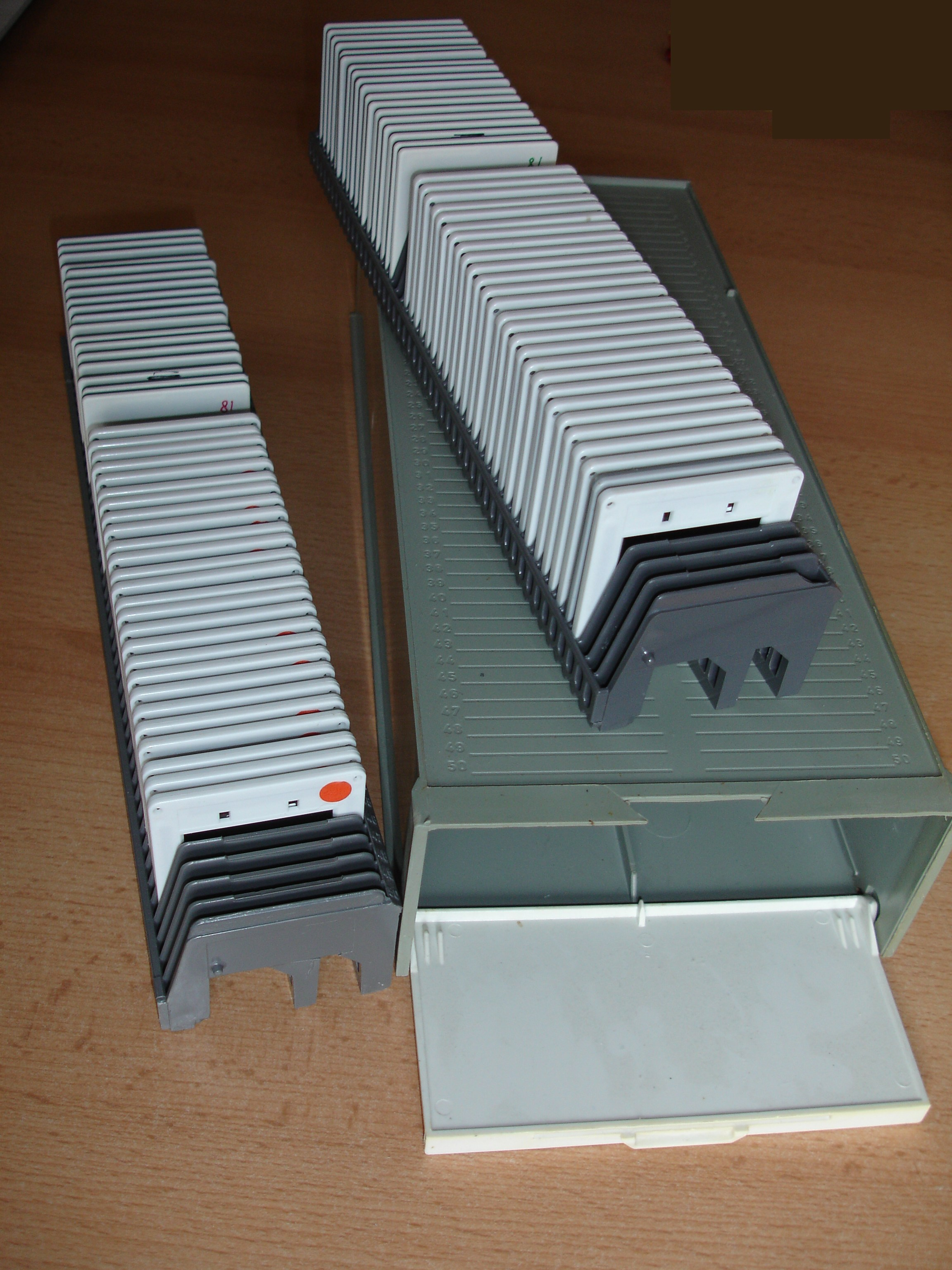
Dia's in gescheiden paren. Dozen voor diamagazijnen hebben haast altijd ruimte voor twee magazijnen, waar stereofotografen dankbaar gebruik van maken.

Het is nodig dat het linker- en rechteroog elk alleen de foto zien die voor dat oog bestemd is. Dat is enigszins problematisch, aangezien een mens van nature de twee ogen op hetzelfde object richt. Men kan ervoor zorgen beide beelden apart worden aangeboden. Ook is het mogelijk dat de beelden op een bepaalde manier met elkaar vermengd worden, waarbij de toeschouwer een bril draagt die de beelden weer van elkaar scheidt. Ten slotte zijn er de autostereoscopische systemen waarbij werkelijk gebruik wordt gemaakt van het feit dat de twee ogen niet precies op dezelfde positie staan.

### Apart

#### Parallel
- De foto's worden naast elkaar gelegd en bekeken met een speciale kijker (een stereoscoop), die voorzien is van licht positieve lenzen waardoor de ogen niet meer hoeven te accommoderen en zich haast vanzelf parallel instellen. Het linkeroog ziet het linkerbeeld, het rechteroog het rechter, de hersenen vertalen de twee afzonderlijke beelden naar één beeld met diepte. Veel stereofotografen kunnen dit ook zonder kijker, het is met enige oefening te leren. Omdat onder normale omstandigheden het scherpstellen van de ooglens (accommoderen) gekoppeld is aan de oogstand (convergeren)kan niet iedereen dit makkelijk leren. U kunt het proberen met de afbeeldingen in dit artikel. De afstand tussen de foto's moet gelijk zijn aan de afstand tussen de optische centra van de lenzen van de stereoscoop, liever nog iets minder. Is de afstand tussen de lenzen niet gelijk aan de oogafstand, dan moeten de lenzen groot genoeg zijn, zodat u niet door het midden van de lenzen kijkt.
- Ook kan men twee naast elkaar staande, parallelle afbeeldingen bekijken zonder hulpmiddelen (dus zonder stereoscoop). Dit noemt men een autostereogram. Het zien van zulke stereogrammen vereist een zekere techniek, die men zich (mits wat oefening en geduld) kan meester maken. In het geval van een autostereogram mag de afstand tussen de foto's bij voorkeur niet meer zijn dan de afstand tussen de ogen van een persoon. Staan de foto's te ver van elkaar, dan moet u met divergerende oogassen kijken, en dat lukt de meeste mensen niet. Dit legt dus een beperking op aan de breedte van de foto's.
- Een alternatief voor bekijken van parallelle beelden is een "spiegeloptiek", waarbij elk oog kijkt via twee spiegels die 2× het beeld ombuigen met hoek ±45° zodat de twee beelden virtueel gefuseerd worden tot één stereobeeld.
- Voor bekijken van stereobeelden op een computerbeeldscherm is dit een handig instrument. Nadeel is dat er steeds enig "tunneleffect" ontstaat door het gespiegel met wat beeldverkleining. De gebruikte spiegels moeten uiterst dun zijn: oppervlaktespiegels of spiegels dunner dan 1 mm.

#### Kruislings
Dit is een andere kijkmethode voor autostereogrammen, naast de parallelle methode die in de vorige paragraaf werd beschreven. Voor deze variant dient men echter scheel te kijken: in plaats van áchter het beeld (bij parallel), richten de ogen zich op een punt vóór het beeld. Als op de goede manier wordt gefocust, richt het rechteroog zich op het linkerplaatje en het linkeroog op het rechterplaatje. Ook voor deze techniek is geen kijker nodig. Het beeld lijkt zo kleiner dan bij parallel bekijken. Dat komt doordat het resulterende beeld dichter bij de ogen staat, wat feitelijk een illusie is, maar tegelijkertijd nog steeds hetzelfde oppervlak op het netvlies beslaat.

#### Gespiegeld
Bij de gespiegelde methode wordt een van beide plaatjes spiegelbeeldig afgebeeld of vertoond. Door een zakspiegeltje rechtop tussen de plaatjes te zetten, de neus tegen de rand van de spiegel te houden en met één oog via de spiegel naar de gespiegelde afbeelding te kijken en met het andere oog direct naar de niet gespiegelde afbeelding kan, met enig zoeken, een stereoafbeelding bekeken worden. Deze methode is geschikt voor gebruik in boeken, omdat de benodigde hulpmiddelen altijd wel aanwezig zijn.

### Vermengd

#### Anaglyph

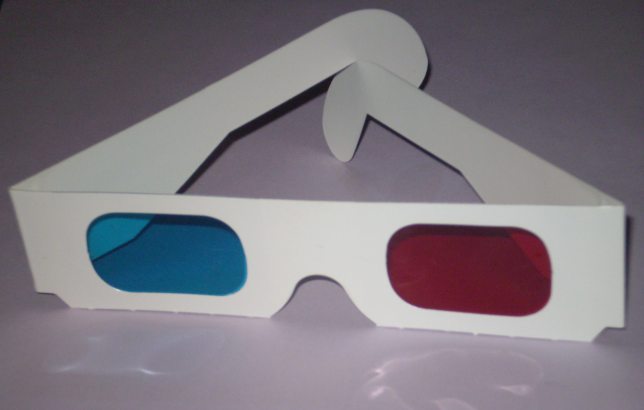
Kartonnen anaglyphbril

De twee beelden worden afgedrukt in rood en cyaan, vroeger rood en groen (soms geel en blauw) en worden bekeken door een bril met overeenkomstige kleurenfilters, waardoor het ene oog alleen het ene en het andere oog alleen het andere beeld kan waarnemen. Dit noemt men een anaglyph. Hierbij is in het algemeen geen zinvolle kleurwaarneming van het beeld meer mogelijk; wel kunnen grote foto's worden bekeken omdat de beelden over elkaar kunnen worden geprojecteerd of afgedrukt. Deze methode is zeer geschikt voor computer- en televisieschermen. Bij projectie is er geen speciaal scherm nodig.
De bril moet gebruikt worden met het rode glas links (net als bij de boordverlichting van schepen en vliegtuigen). Dit is een universele standaard. Ezelsbruggetjes: "ook in de politiek is rood links" of uit de scheepvaart "GRAS: Groen Rechts Aan Stuurboord".

##### Kamfilters
Anaglyph gaat, zoals gezegd, ten koste van de kleurwaarneming. Met het ene oog ziet men alleen rood en met het andere groen. Een verbeterde variant hiervan werkt met zogenoemde kamfilters, ook wel Infitecfilters genoemd, naar de Duitse fabrikant.
Deze filters laten de volgende golflengtes door:
- links: 629, 532, 446 nm
- rechts: 615, 518, 432 nm

Hierdoor blijven de kleuren vrijwel intact. Bovendien is er geen speciaal scherm nodig (zoals bij polarisatie) en blijft het beeld goed als men het hoofd scheef houdt. Het systeem is geschikt voor projectie, niet voor televisie en (tenzij men heel speciale drukinkt gebruikt) niet voor drukwerk. Nadeel is dat de filters duur zijn.

#### Polarisatie

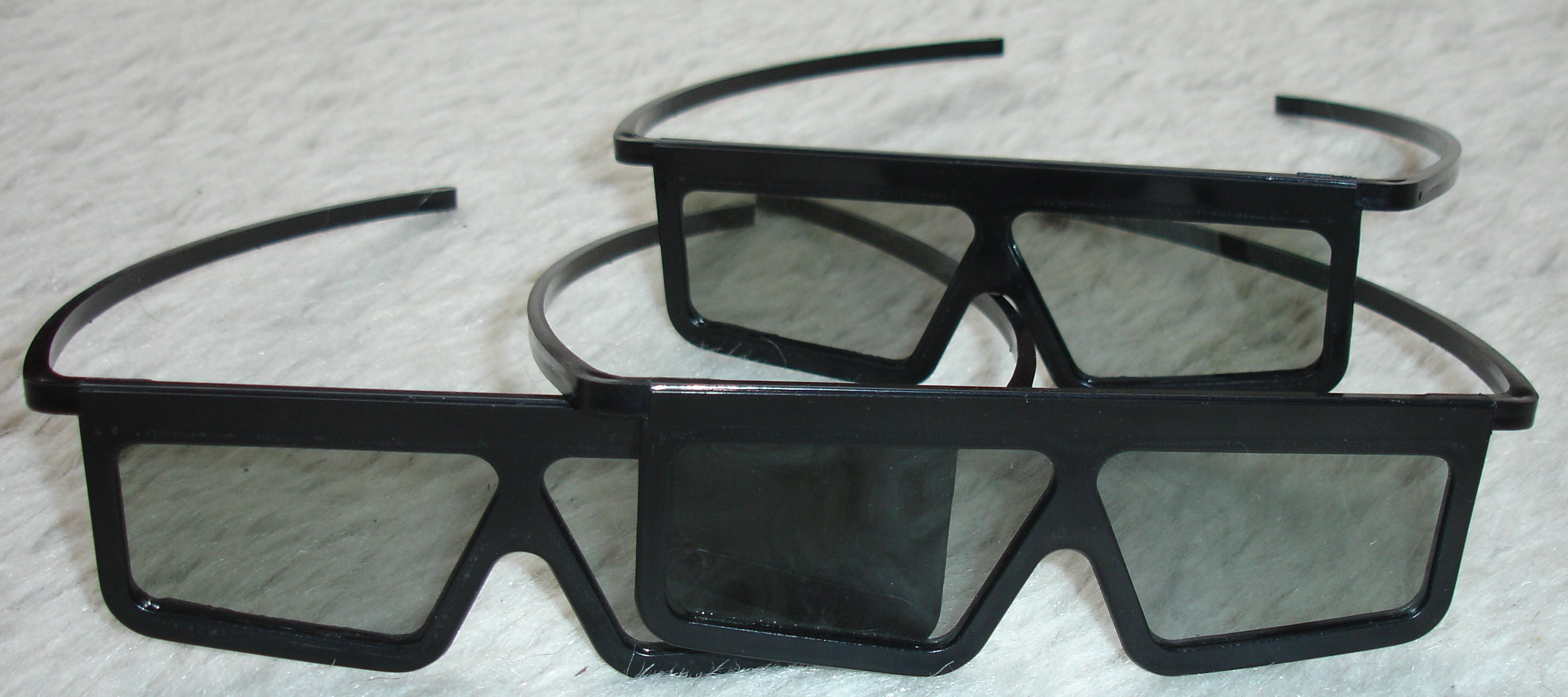
Polaroidstereobrillen

Hierbij wordt gebruikgemaakt van het feit dat licht een transversale trilling is en dat het trilt in een bepaalde richting. Met polarisatiefilters worden de beelden gepolariseerd zodat het ene beeld trilt van linksboven naar rechtsonder, en het andere van rechtsboven naar linksonder. Het beeld wordt geprojecteerd op een scherm dat daarvoor geschikt is (een zilverscherm). De toeschouwers dragen een bril met polariserende glazen ('polabril'). Hierbij is het mogelijk kleurenfoto's te tonen en bovendien is het mogelijk naar grote geprojecteerde afbeeldingen te kijken omdat de beelden in de projectie gewoon over elkaar kunnen vallen.
Om een maximaal gescheiden intensiteit te verkrijgen, zal men de polarisatierichtingen loodrecht kiezen. De wet van Malus zegt immers dat de waargenomen intensiteit I gelijk is aan: {\displaystyle I=I_{0}\cos ^{2}\alpha }. Voor een hoek α = 0 wordt dus al het invallend licht doorgelaten, voor α = 90° niets, precies wat men wenst te verkrijgen.
Het gebruikte projectiescherm moet een zilverscherm zijn, want dat verstoort de polarisatie niet. Meestal bestaat dit scherm niet volledig uit metaal, maar worden metaaldeeltjes flinterdun tussen een gewone stof geweven. Deze dunne laag, bestaande uit bijvoorbeeld aluminium of zilver, bewaart de polarisatierichting, omdat ze zeer reflectief is. Weinig licht wordt dus gebroken en de polarisatie van de lichtgolven is nagenoeg ongewijzigd. Informatie wordt zo op een correcte manier overgedragen.
Polarisatie kan ook worden gebruikt met computerschermen. Hiervoor kan een zogenoemde cobox worden gebruikt (zie aldaar). Het beeld hiervan is natuurlijk kleiner dan een geprojecteerd beeld. Voordeel is dat veel tft-schermen van zichzelf al schuin gepolariseerd zijn. Men ziet het ene beeld direct, het andere via een halfdoorlatende spiegel.
De moderne wijze van projecteren is natuurlijk met beamers. Ook dan geldt dat men het beste resultaat krijgt met beamers die van zichzelf al schuin gepolariseerd zijn. Door een van beide beamers via een spiegel te laten projecteren (net als bij een cobox) ontstaat de juiste polarisatie. Een klein probleem is dat de verschillende kleuren bij beamers verschillend gepolariseerd zijn, bijvoorbeeld rood van linksboven naar rechtsonder, groen en blauw van rechtsboven naar linksonder. Dit probleem is te verhelpen door aders in de toevoerkabels te verwisselen.

##### Circulaire polarisatie
Een nieuwe ontwikkeling is circulaire polarisatie. In dat geval draait de polarisatie 360 graden over 1 golflengte, rechtsom of linksom. Voordeel daarvan is dat het beeld goed blijft als de toeschouwer zijn hoofd schuin houdt. De kleurweergave is echter minder goed. RealD Cinema werkt met dit systeem.

#### Sluiterbril
Een zeer geavanceerde manier is het gebruik van een bril met sluiters van vloeibaar kristal in de glazen, die door een elektronische bediening om de beurt ondoorzichtig worden. De computer zorgt ervoor dat het linker- en rechterbeeld in hetzelfde tempo beurtelings worden getoond. Daarbij krijgt het oog achter het doorzichtige glas het bijbehorende beeld gepresenteerd. Er is een beeldscherm nodig dat met een hoge rasterfrequentie kan werken en de bril is duur. Het is nodig dat er veel beelden per seconde (bijvoorbeeld 60 linker- en 60 rechterbeelden) worden getoond.
Anders dan de andere methoden is het een actief systeem, de bril moet aan staan en verbruikt dan stroom.
Vermoedelijk zal stereoscopische televisie met een dergelijk systeem gaan werken. De duurste televisietoestellen zijn reeds in staat dergelijke beelden weer te geven en zijn voorzien van een infraroodzender om de brillen te bedienen.

### Autostereoscopie

#### Lenticulair
Bij deze methode is geen speciale bril of kijker benodigd. De diverse beelden worden geïnterlinieerd afgedrukt, waarna er een lenticulaire lens overheen wordt geplaatst. Hierdoor wordt de diepte zonder hulpmiddelen zichtbaar. Deze manier van weergeven wordt ook wel autostereoscopie genoemd en is bekend van de aloude ansichtkaarten met daaroverheen doorzichtig 'ribbeltjesplastic' (= de lenticulaire lens). Ook zijn er computermonitoren verkrijgbaar die de lenticulaire techniek gebruiken om stereobeelden weer te geven. Deze zijn echter sterk kijkhoekafhankelijk: wanneer een kijker zich uit het midden bevindt wordt het 3D-effect verstoord. Philips toonde in augustus 2006 een verbeterde monitor, waarbij, door middel van lenticulaire lenzen die de beelden niet in twee maar in negen richtingen sturen, de kijkhoekonafhankelijkheid sterk vergroot is.

### Holografie
Holografie is een geheel andere techniek, die lang niet altijd tot de stereoscopie wordt gerekend. Er is hierbij geen sprake van twee aparte opnamen.